# Szachowa notacja algebraiczna
Szachowa notacja algebraiczna – metoda zapisu partii szachowej, powszechnie stosowana podczas oficjalnych zawodów szachowych, w fachowej literaturze i czasopismach, w szachach korespondencyjnych, a także przez programy szachowe.

## Nazwy pól i bierek

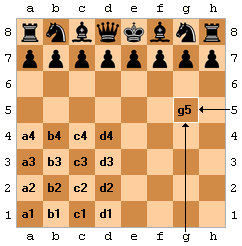
Nazwy pól

Notacja bazuje na jednoznacznym nazwaniu każdego pola szachownicy za pomocą jego współrzędnych. Kolumny (pionowe linie) są oznaczone małymi literami od a do h, począwszy od lewej (dla białych) strony szachownicy. Rzędy szachownicy (linie poziome) są ponumerowane od 1 do 8, począwszy od pierwszej linii białych. Początkowo białe bierki zajmują więc linie 1 i 2, czarne – 7 i 8.
Każde pole szachownicy jest identyfikowane poprzez literę kolumny oraz cyfrę rzędu, na przecięciu których się znajduje. Na diagramie obok opisano pola lewej dolnej ćwiartki szachownicy. Król białych rozpoczyna grę stojąc na polu e1. Czarny skoczek z pola g8 może wykonać ruch na pola f6 lub h6 (albo na e7, jeśli to pole jest wolne).
Każda figura (bierka inna niż pion) jest oznaczona wielką literą, zazwyczaj pierwszą literą nazwy tej figury. W różnych krajach używa się różnych liter na oznaczenie figur. W kontaktach międzynarodowych zazwyczaj używa się oznaczeń angielskich. Poniżej oznaczenia figur w języku polskim:
- K – król
- H – hetman
- W – wieża
- G – goniec
- S – skoczek

Piony są identyfikowane nie przez literę, ale przez jej brak.

## Zapis posunięć
Zapis ruchu zawiera pierwszą literę nazwy figury oraz współrzędne pola, na które ta figura ma zostać przesunięta. Przykładowo:
Ge5 – ruch gońcem na pole e5;
Sf3 – ruch skoczkiem na pole f3;
c5 – ruch pionem na pole c5 (brak pierwszej litery oznacza piona).
W niektórych publikacjach zamiast pierwszej litery nazwy figury używa się specjalnych znaków graficznych – miniaturowych rysunków figur.

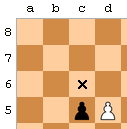
d:c6(e.p.)

Bicie bierki przeciwnika oznacza się literą x, w niektórych krajach, w tym w Polsce przez znak :, przed współrzędnymi pola. Przykładowo G:e5 – goniec bije bierkę na polu e5.
Gdy pion bije bierkę przeciwnika, zamiast litery oznaczającej figurę wskazuje się kolumnę, w której znajdował się pion przed biciem, na przykład: e:d5 – pion z kolumny e bije na polu d5. Bicie w przelocie można dodatkowo zasygnalizować napisem e.p. (od fr. en passant), np. d:c6(e.p.) lub nawet krócej d:c6ep. Warto zwrócić uwagę na to, że zapisuje się pole c6, na które przesunięto piona bijącego, a nie pole c5, z którego zdjęto zbitego piona – patrz diagram obok. Często w opisie bicia pionem pomija się znak :, zatem ed5 oznacza to samo, co e:d5. Niektórzy szachiści stosują jeszcze krótszy zapis, np. ed

### Unikanie wieloznaczności
Gdy dwie identyczne figury (np. dwa skoczki) mogą wykonać ruch na to samo pole, istnieje konieczność rozróżnienia pomiędzy nimi. Wówczas po literze oznaczającej figurę wstawia się:
1. jeśli obie figury są w tym samym rzędzie – literę kolumny, z której następuje ruch;
2. jeśli obie figury są w tej samej kolumnie – numer rzędu, z którego następuje ruch;
3. jeśli obie figury znajdują się w różnych rzędach i w różnych kolumnach, wówczas stosuje się metodę 1.

### Przykład

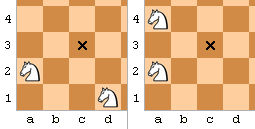
Unikanie wieloznaczności

Jeśli dwa skoczki znajdują się na polach a2 i d1, każdy z nich może wykonać ruch na pole c3. Wówczas konieczne jest wskazanie kolumny, odpowiednio: Sac3 lub Sdc3. Jeśli skoczki znajdują się w tej samej kolumnie, na polach a4 i a2, wskazuje się numer rzędu, odpowiednio: S4c3 lub S2c3. W powyższych przykładach może wystąpić znak : dla wskazania bicia, np. S4:c3.

### Promocja, roszada, rezultat partii
Gdy biały pion osiąga ostatnią linię (pierwszą linię w przypadku czarnych) zapis ruchu zawiera literę oznaczającą figurę, na którą pion został promowany, np. e1H, b8S. Czasami używa się "=" na oznaczenie promocji: f8=H.
Roszadę zapisuje się następująco: O-O (krótka roszada) lub O-O-O (długa roszada). Do zapisu używa się wielkich liter O, nie cyfr 0 (może to mieć znaczenie w zapisie komputerowym).
Ruch, który stawia króla przeciwnika w szachu powinien być opisany dodatkowym znakiem "+". Znak "X" lub "#" oznacza mata.
Propozycję remisu należy zanotować znakiem "=" przy zapisie ruchu, jako podstawę do ewentualnej reklamacji.
Zapis partii powinien być zakończony określeniem rezultatu partii:
- 1-0 białe wygrały;
- 0-1 czarne wygrały;
- ½-½ (lub 0.5-0.5) remis;
- * partia nie została zakończona;
- +/- białe wygrały walkowerem;
- -/- walkower obustronny
- -/+ czarne wygrały walkowerem.

## Notacja w innych językach
|                  | Król        | Hetman    | Wieża     | Goniec      | Skoczek      |
| ---------------- | ----------- | --------- | --------- | ----------- | ------------ |
| język angielski  | K = King    | Q = Queen | R = Rook  | B = Bishop  | N = Knight   |
| język czeski     | K = Král    | D = Dáma  | V = Věž   | S = Střelec | J = Jezdec   |
| język francuski  | R = Roi     | D = Dame  | T = Tour  | F = Fou     | C = Cavalier |
| język hiszpański | R = Rey     | D = Dama  | T = Torre | A = Alfil   | C = Caballo  |
| język niemiecki  | K = König   | D = Dame  | T = Turm  | L = Läufer  | S = Springer |
| język rosyjski   | Кр = Король | Ф = Ферзь | Л = Ладья | С = Слон    | К = Конь     |
| język włoski     | R = Re      | D = Donna | T = Torre | A = Alfiere | C = Cavallo  |
| esperanto        | R = Reĝo    | D = Damo  | T = Turo  | K = Kuriero | Ĉ = Ĉevalo   |

## Odmiany notacji
Niektóre programy komputerowe (także ludzie) używają odmiany notacji algebraicznej, zwanej pełną (lub długą). W tej odmianie zapisuje się współrzędne pola, z którego nastąpił ruch oraz pola, na które bierka została przesunięta, rozdzielone znakiem -, np. e2-e4 zamiast e4. Taki zapis jest łatwiejszy dla początkujących, ale zajmuje więcej miejsca i z tego powodu nie jest powszechnie stosowany. Przykładowo, ruch króla z pola a2 na pole b3 może być zapisany jako Kb3 lub Ka2-b3.

## Skróty używane w komentarzach
Poniższe skróty są często stosowane w komentarzach do partii szachowych:
| skrót | oznaczenie                                                  |
| ----- | ----------------------------------------------------------- |
| =     | pozycja równa                                               |
| = +   | niewielka przewaga czarnych                                 |
| + =   | niewielka przewaga białych                                  |
| ∓     | znaczna przewaga czarnych                                   |
| ±     | znaczna przewaga białych                                    |
| – +   | decydująca przewaga czarnych                                |
| + –   | decydująca przewaga białych                                 |
| !     | dobre posunięcie                                            |
| !!    | bardzo dobre posunięcie                                     |
| ?     | błąd                                                        |
| ??    | duży błąd                                                   |
| !?    | interesujące posunięcie, które niekoniecznie jest najlepsze |
| ?!    | wątpliwe posunięcie, które trudno zdecydowanie odrzucić     |